# Укок
Уко́к — плоскогорье на крайнем юге Республики Алтай, на стыке государственных границ Казахстана, Китая, Монголии и России. В целом Укок является реликтом высоко приподнятой холмисто-западинной и грядово-западинной поверхности выравнивания с преобладающими абсолютными высотами в 2200—2500 м, над которой в среднем на 500—600 м возвышаются горные хребты.
Максимальная абсолютная отметка горного обрамления (г. Куйтэн-Уул, прежде именовавшаяся Найрамдал) достигает 4374 м. Гора Куйтэн-Уул является второй по высоте вершиной Алтайских гор (после Белухи).
Южная граница плоскогорья проводится по линиям водоразделов хребтов Сайлюгем (западного окончания), Таван-Богдо-Ула, Южный Алтай. С севера Укок ограничен южным подножьем Южно-Чуйского хребта, по тальвегу реки Джазатор до устьевой части долины реки Коксу (Самахинская котловина).
В южной части плоскогорья находится Природный парк Укок, где сохранились участки тундростепи.

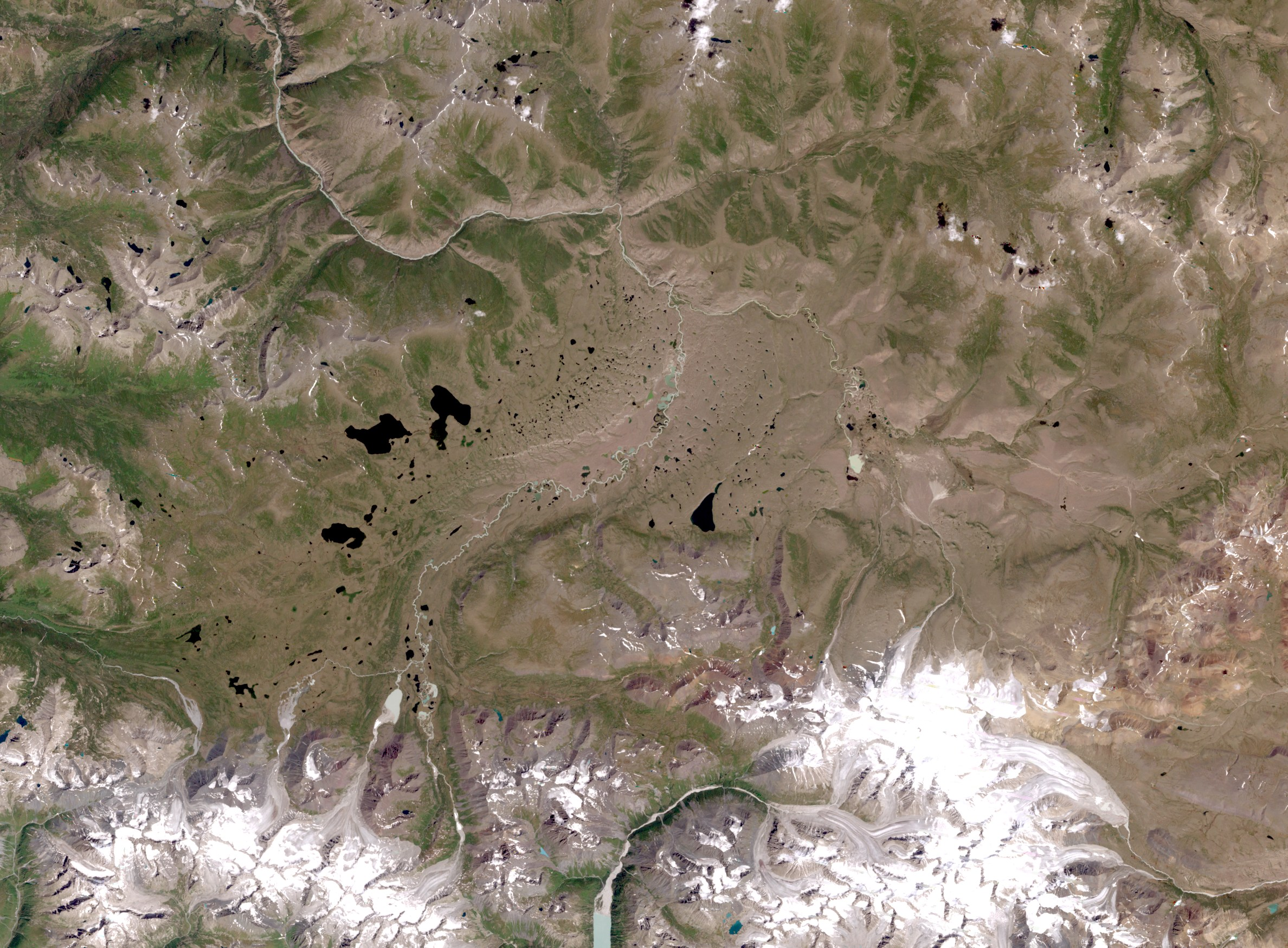
Плоскогорье Укок на спутниковом снимке, полученном 23 июля 2006 со спутника LandSat-7.

## Этимология
Название происходит от тюркского слова укек — «массивная гора или крупная возвышенность с плоским верхом; плоскогорье», известный исследователь Алтая ботаник В. В. Сапожников так описывал алтайский Укек: «снежная гора Укека с восточного конца начинается плоской, горизонтально усеченной вершиной, наподобие стола, к западу от неё тянется ряд острых вершин, также совершенно белых». С этим соглашается и С. У. Умурзаков, указывая что кирг. ӱкӧк в киргизском употребляется для обозначения плосковерхих гор, то есть плоскогорий (например Укек, Укек-Тер).
О. Т. Молчанова в своей работе упоминала, что монгольское ухэг — буквально «удлинённый шкаф», «ящик»; «массивная гора» или крупная возвышенность с плоским верхом.

## История изучения плоскогорья

### Первые экспедиции

Русский пограничник на Бертекской заставе, 1905 год. Фото В. В. Сапожникова.

Первые публикации об Укоке относятся ко времени так называемого Чугучакского договора (1864), которым была демаркирована граница между Россией и Китаем. В конце 1860-х годов плоскогорье посетила экспедиция И. Ф. Бобкова. Этот путешественник сделал описание своих наблюдений от с. Чингистай вверх по р. Бухтарме через Укок до верховьев р. Акалахи. В этой работе была изложена общая характеристика природы и даны рекомендации по её хозяйственному использованию.
В 1878 году Укок пересекла экспедиция М. В. Певцова, которая направлялась из юго-восточного Казахстана в Северо-Западную Монголию и далее в Китай. М. В. Певцов выполнил первое полное физико-географическое обследование местности. Он также произвёл оценку высоты снеговой линии и попытался определить абсолютные высоты господствующих вершин горной группы Канас и Таван-Богдо-Ула. Экспедиция собрала по пути первую для территории плоскогорья Укок зоологическую коллекцию млекопитающих, птиц, рыб и пресмыкающихся. Собранный гербарий насчитывал около 200 видов цветковых, а минералогическая коллекция состояла из 100 образцов минералов и горных пород.
Через 10 лет маршрутом экспедиции М. В. Певцова прошёл П. К. Козлов. В отчёте об этом предприятии была дана попутная характеристика территории плоскогорья от русского Укока до г. Кобдо (Ховд). Одним из первых П. К. Козлов предпринял попытку географически обосновать южные границы плоскогорья Укок.
Отчёты об этих экспедициях были очень обстоятельными, сами экспедиции — весьма дорогостоящими. Однако эти материалы далеко не сразу стали широко известны. Территория плоскогорья в начале XX века даже не была нанесена на топографическую карту, а на опубликованной в 1900 году в «Известиях Императорского Русского географического общества» топокарте  массив Таван-Богдо-Ула вообще отсутствовал. Впрочем, все работы, проводившиеся на Укоке в то время, были попутными, они производились экспедициями, направлявшимися в Монголию и далее из бассейна реки Бухтармы через перевал Канас по долине р. Калгуты на перевал Улан-Даба. Этот путь был освоен ещё кочевниками, поскольку Чуйского тракта в его современном понимании ещё не существовало.

### Экспедиции первой половины XX века
В начале XX века изучением оледенения южной части Алтая занималась экспедиция В.В. Резниченко. Он маркировал концы некоторых ледников верховьев реки Бухтармы, а также составил подробную и красочную карту современного и древнего оледенения хребта Южный Алтай. В. В. Резниченко одним из первых заключил, что в недавнем геологическом прошлом горная страна испытала не менее четырёх оледенений, которые были гораздо крупнее современного.

Профессор Томского государственного университета В. В. Сапожников на плоскогорье Укок, долина р. Ак-Алаха, 1905 г.

В конце XIX — начале XX веков на юге Алтая начинают работу гляциологические экспедиции Б. В. и М. В. Троновых. Результаты этих исследований стали основой для первой каталогизации открытых братьями Троновыми ледников на хребтах Южный Алтай и Табын-Богдо-Ола. Их отец, В. Д. Тронов, в своё время первым изучил оледенение верховьев р. Ак-Алаха. Его заслуги перед российской наукой были отмечены двумя серебряными медалями Русского географического общества. Большой золотой медали РГО в 1972 году был удостоен и М. В. Тронов, открыватель и исследователь большинства известных сегодня ледников Алтая. К середине XX века трудами томских гляциологов были обнаружены и обследованы крупные горно-ледниковые центры Алтая: Катунский и Биш-Иирду. Однако именно М. В. Тронов отмечал, что главным ледниковым центром всей Алтайской горной страны остаётся по-прежнему горный узел Табын-Богдо-Ола.
Почти одновременно с Троновыми на территории плоскогорья работали географо-ботанические экспедиции профессора Томского университета В. В. Сапожникова.

«Я не люблю писать о своём настроении, но теперь позволю себе заметить, что такие дни, полные напряжённой работы, сопровождаемой новыми открытиями, чувствуются не даром прожитыми. Несмотря на крайнее физическое утомление, где-то глубоко внутри живёт и радуется существованию другой, бодрый и не уставший человек. Эту здоровую радость бытия и исследований завещаю моим молодым друзьям и ученикам» — В. В. Сапожников. Запись в полевом дневнике 5 июля 1905 г., массив Табын-Богдо-Ола

Хотя Укок никогда не являлся главной целью В. В. Сапожникова, он произвёл наиболее полное для своего времени описание физико-географических и этно-демографических особенностей этого малонаселённого и неосвоенного края. Во время полевых работ на Укоке В. В. Сапожников открыл и описал крупнейшие ледники горного массива Табын-Богдо-Ола со стороны Китая и Монголии. На протяжении десятилетий, вплоть до начала ледниковых экспедиций профессора В. С. Ревякина, исследования В. В. Сапожникова оставались наиболее исчерпывающими, а в ряде позиций остаются таковыми и сейчас.
Собственно массив Табын-Богдо-Ола, как предполагали в своё время М. В. Певцов и В. В. Сапожников, получил своё название («Пять святых гор») от пяти господствующих заснеженных вершин, которые отчётливо просматриваются с севера, от истоков р. Жумалы и Калгутинского перевала. Именно В. В. Сапожников дал название самой высокой точке массива «пик Кийтын», что означает «Холодный». Остальные четыре пика получили название Белый шатёр, Снежная церковь, Пётр Петрович (в честь великого русского географа П. П. Семёнова-Тян-Шанского, в течение более 40 лет возглавлявшего Русское географическое общество), и Красавица.
Самый крупный ледник массива, ледник Потанина, залегает в верховьях р. Цаган-Сага-Гол. Потоком длиной около 11 км и площадью около 40 км² этот, тоже открытый В. В. Сапожниковым, ледник стекает в Монголию. Другие большие ледники верховьев Цаган-Сага-Гола носят имена Александры (правый приток ледника Потанина) и Гранё.
В двадцатые-сороковые годы XX века объём полевых исследований был сокращён. В горах Алтая в этот период работали редкие отдельные экспедиции в основном изыскательского, узкотематического направления. Территория же юга горной страны практически вообще не посещалась.

### Экспедиции второй половины XX века и начала нового тысячелетия
Оживление физико-географических и геолого-геоморфологических работ началось в 1950-е годы, когда полевые отряды Всесоюзного аэрогеологического треста (ВАГТа) приступили к комплексной геологической съёмке окраинных горных районов СССР. Итогом научно-производственных экспедиций ВАГТа и других организаций стал выход в это время в свет сотен статей и капитальных монографий Е. В. Девяткина, Н. А. Ефимцева, Ю. П. Селиверстова, И. С. Чумакова, Е. Ф. Лунгерсгаузена, М. Г. Гросвальда, З. А. Титовой, Л. Н. Ивановского, и др.
В середине 1950-х годов, с началом Международного геофизического года, к систематическим научно-экспедиционным физико-географическим работам под руководством М. В. Тронова в Алтае-Саянской горной области вновь приступил Томский государственный университет. Результаты этих экспедиций публиковались в выходящем с 1962 г. и по настоящее время научном сборнике «Гляциология Алтая», который редактировал М. В. Тронов. Кроме того, в свет вышли фундаментальные монографии о современном и древнем оледенении горной страны М. В. Тронова, Л. Н. Ивановского, В. С. Ревякина, В. П. Галахова, В. П. Голещихина и многих других. Геолого-геоморфологические работы проводились геологами Томского университета и Томского технологического (позднее — политехнического) института П. П. Пилипенко, Д. В. Богдановым, А. А. Иностранцевым, В. А. Обручевым, М. А. Усовым, В. А. Хахловым и А. И. Родыгиным (академик М. А. Усов работал в горах Южной Сибири до Великой Отечественной войны, когда начинали и В. А. Хахлов, и И. К. Баженов. Однако публикации появлялись и позднее). Параллельно с этим в высокогорных районах Алтая производилась крупномасштабная съёмка силами геологов Западно-Сибирского геологического управления.
С середины 1980-х годов комплексные научные географические и гляциологические исследования на Алтае в целом, и на плоскогорье Укок в частности, начали вести сотрудники географического факультета Алтайского государственного университета под руководством профессоров В. С. Ревякина и В. В. Рудского, а в конце этого десятилетия и в 1990-е годы на юго-востоке Алтая и в Юго-Западной Туве ежегодные экспедиционные исследования под руководством профессора Ю. П. Селиверстова продолжали географы и геоморфологи из Санкт-Петербургского университета. Большинство этих исследований проводились под эгидой Русского географического общества. Много лет в сложных погодных и орографических условиях научные экспедиции на плоскогорье Укок возглавлял Вице-президент Русского географического общества профессор К. В. Чистяков.
Среди самых обстоятельных публикаций последних трёх десятков лет существуют циклы статей, монографии и диссертационные исследования, посвящённые разным аспектам изучения природы Алтая, в том числе его юго-восточной части. Это труды А. С. Ревушкина, Н. В. Ревякиной, В. В. Бутвиловского, Ю. П. Селиверстова, В. П. Галахова, В. Е. Арефьева, Р. М. Мухаметова, К. В. Чистякова, В. В. Рудского, Р. В. Камелина, А. Н. Рудого, З. В. Лысенковой, А. Г. Редькина и С. Г. Платоновой. Полустационарные наблюдения за колебаниями ледников верховьев рр. Аргамджи, Ак-Алахи и Кара-Алахи, а также ледников Монгольского Алтая и монгольской части массива Табын-Богдо-Ола в течение почти полутора десятков лет проводил известный сибирский гляциолог Р. М. Мухаметов. Большую работу по изучению природных особенностей плоскогорья проделали археологи, географы и геологи из Сибирского отделения РАН.
Несмотря на обилие общих и специальных тематических работ, часть из которых названа выше, вследствие своей труднодоступности и суровых климатических условий плоскогорье Укок по-прежнему представляет собой в некотором смысле «белое пятно» на научной географической карте Алтая. Очень короткое и холодное лето, отсутствие мало-мальски пригодных дорог и населённых пунктов, а также пограничное положение обусловили определённую эпизодичность изучения всех составляющих ландшафта. В первое десятилетие XXI века научные геологические, географические и гляциологические работы на плоскогорье Укок были вновь сокращены, а для отдельных, в основном горноледниковых, районов, и полностью остановлены. Поэтому пока можно констатировать, что увидевшая в 2000 году свет коллективная монография «Укок (прошлое, настоящее, будущее)» Рудой А. Н., Лысенкова З. Н., Рудский В. В., Шишин М. Ю., 2000], во многом спорная и достаточно обзорная, и до сих пор является первой и единственной комплексной и страноведческой работой об Укоке.

## Рельеф, оледенение и климат

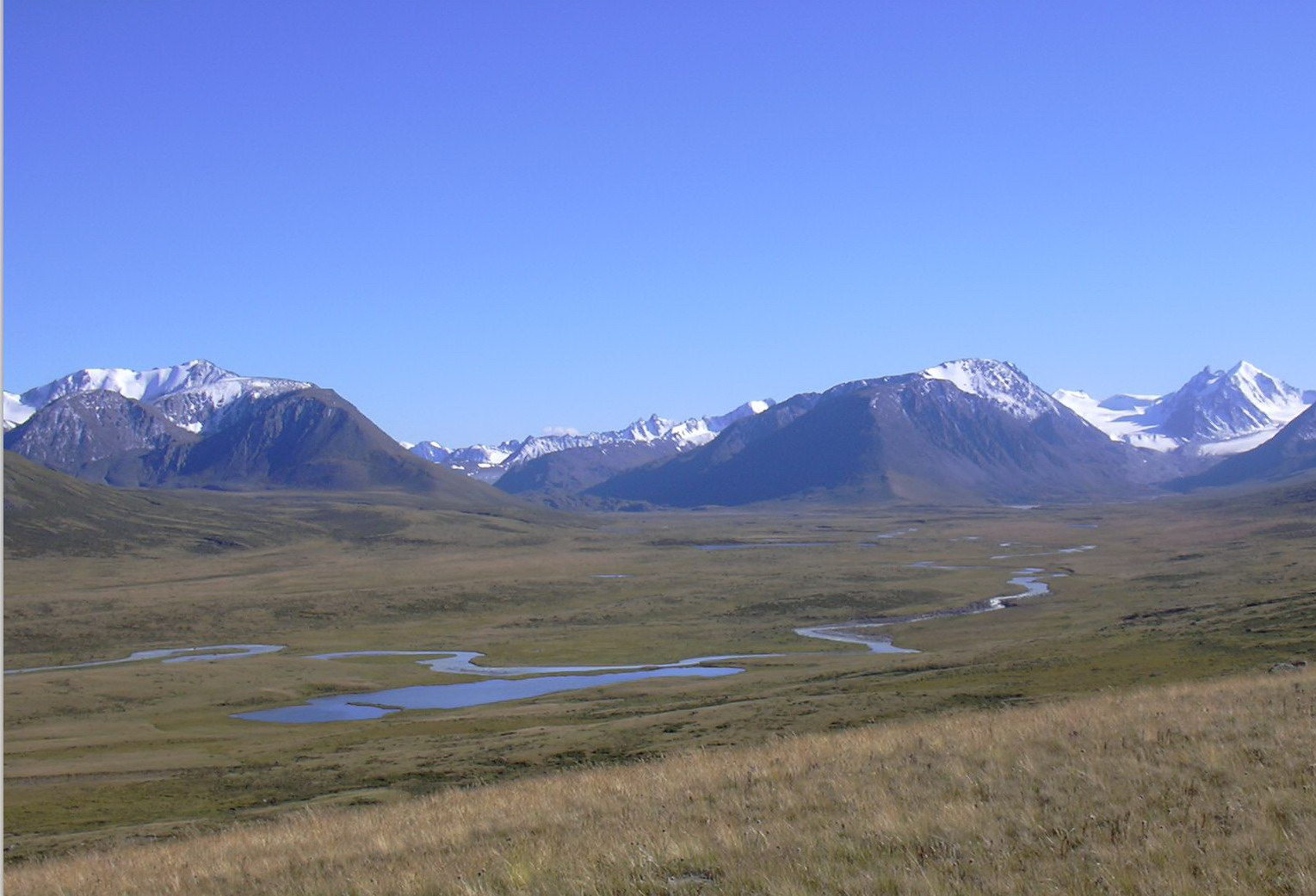
Долина Ак-Алахи, вид на перевал Канас, плоскогорье Укок

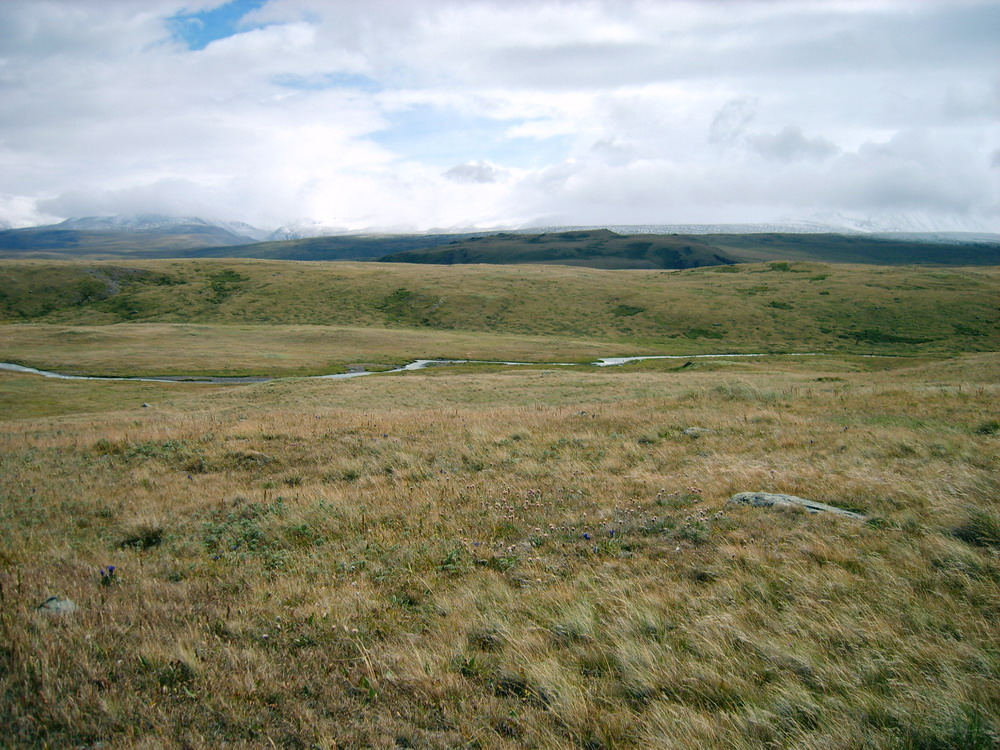
Долина реки Кара-Чад, плоскогорье Укок

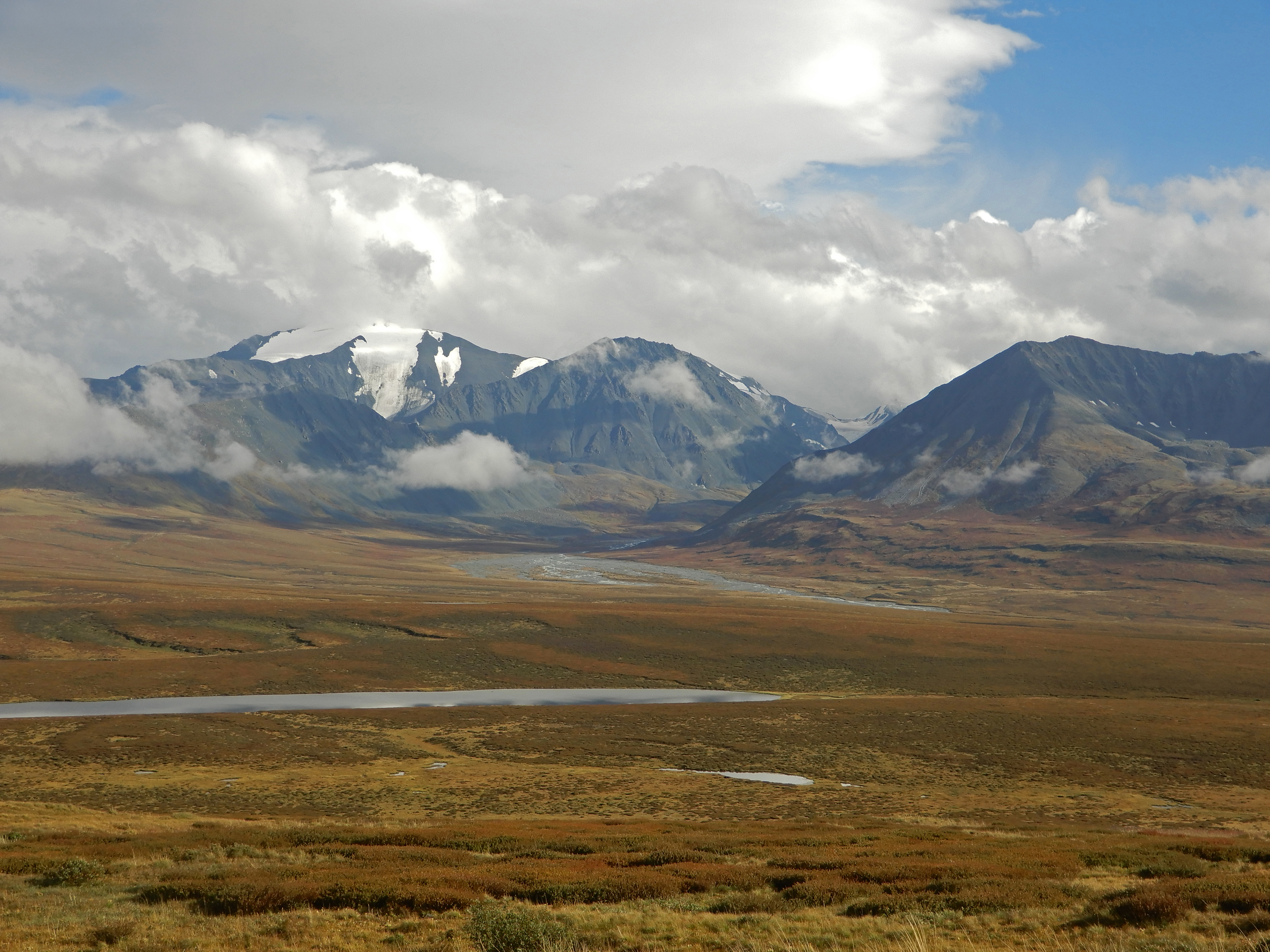
Казахстанская часть плоскогорья Укок, вид на истоки р. Бухтарма

### Рельеф
Обширные всхолмленные понижения поверхности плоскогорья в целом образуют две господствующие депрессии, именуемые в литературе котловинами, — Тархатинскую и Бертекскую.
Тархатинская котловина является изометричным, вытянутым субширотно в плане понижением длиной около 25 км и шириной от 10 км на западе до 3 км на востоке. Общее падение днища котловины на восток превышает 50 м, в целом же абсолютные отметки днища изменяются от 2400 до 2310 м.
Контуры Бертекской котловины имеют более сложное очертание. По морфологическим и морфометрическим признакам эта котловина может быть подразделена на два понижения (или впадины): восточное — Калгутинское и западное — Акалахинское. Калгутинская и Акалахинская впадины разделены местным водоразделом, описанным ещё в 1878 году М. В. Певцовым. Относительное превышение этой водораздельной гряды, имеющей ЮЗ-СВ простирание, около 150—170 метров.
Днище Калгутинской впадины относительно выровненное, слабо заболоченное, с незначительным развитием термокарстового микрорельефа. В южной части впадины развит ледниково-аккумулятивный рельеф, местные водоразделы везде перекрыты «прозрачным» чехлом хорошо окатанных эрратических глыб. Средняя высота днища Калгутинской впадины — 2200—2400 м при ширине от 5 км на северо-западе до 3 км на востоке. Общая длина котловины соответствует простиранию долины р. Калгуты и достигает от ущелья последней около 40 км.
Акалахинская впадина имеет общее ССВ простирание и протягивается в этом направлении до устья р. Ак-Кол почти на 40 км при ширине около 15 км в своей широкой части. Плоское днище этой впадины характеризуется холмисто-западинным моренным рельефом с участием водно-ледниковых форм. Широко представлены также термокарстовые образования. Средняя высота днища Акалахинской депрессии на 100—200 м меньше, чем Калгутинской. Обращает на себя внимание большое количество озёр, занимающих, как правило, понижения в моренном рельефе. Наибольшее количество озёр и самые крупные из них приурочены к днищу Акалахинской впадины. Ограничивающие Бертекскую впадину с востока на запад юго-западные отроги хр. Сайлюгем начинают приобретать здесь, в отличие от его основной, восточной, части, многие черты альпийского рельефа: увеличивается густота расчленения и углы падения склонов, подножья крутых склонов завуалированы обвально-осыпными шлейфами, водосборные воронки на средних гипсометрических уровнях носят черты настоящих каров и цирков. Осевая часть хребта, по выражению Н. Н. Михайлова и А. Г. Редькина [1997], имеет на этом участке S-образный в плане рисунок, а максимальные высоты Сайлюгема превышают 3500 м. Однако, как и в целом для хребта Сайлюгем, для западной его ветви характерно очень небольшое по сравнению, например, с хребтом Южный Алтай, вертикальное расчленение и в целом сглаженный, плоский облик водораздельных пространств. Крутизна склонов в среднем не превышает 15˚, а относительное превышение над днищами внутригорных депрессий составляет максимум 1000 м. Здесь, в самой высокой части хребта Сайлюгем, в правых истоках р. Аргамджи, обнаружено несколько небольших висячих ледников общей площадью 1,5 км².

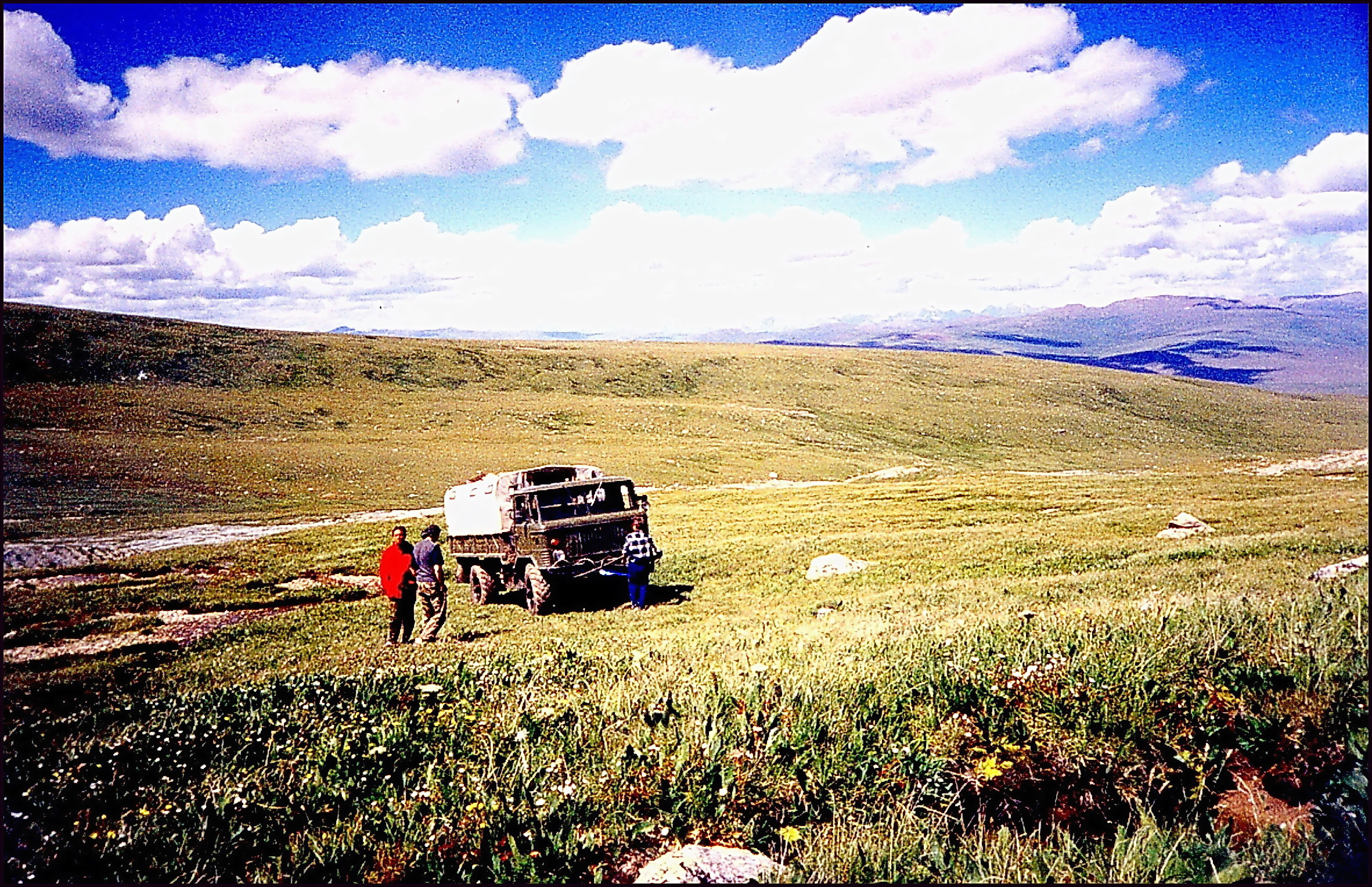
В верховьях р. Аргамджи-3, абсолютная высота 2900 м, экспедиция РГО, июль 2000 г. Табын-Богдо-Ола.

По данным В. П. Галахова и А. Г. Редькина, концы четырёх наиболее крупных ледников этой группы опускаются до абсолютных отметок в 2820—2850 м при средней длине до 0.5 км.
Массив Табын-Богдо-Ола, ограничивающий плоскогорье Укок с юга и юго-востока, представляет собой своеобразный морфоструктурный «замок» на стыке Сайлюгема и хребтов Монгольский и Южный Алтай. Этот массив является частью Великого мирового водораздела, который разграничивает реки бассейна огромных бессточных котловин Центральной Азии и бассейна Северного Ледовитого океана.

«Верстах в пятнадцати от ур. Калгуты возвышаются снежные горы Табын-Богдо-Ола (пять святых), образующие мощную группу, связанную с горами Канаса промежуточными высотами… Обе эти соединённые группы — горный узел» —  - М. В. Певцов, 1883, с. 74.
Хребет Южный Алтай представляет собой крайний южный форпост плоскогорья Укок. Этот хребет в целом ниже массива Табын-Богдо-Ола, его средние абсолютные высоты находятся в интервале 2800-3000 м, и лишь отдельные вершины достигают высоты 4 тыс. м. Несмотря на меньшую высоту, в отличие от Табын-Богдо-Ола, хребет Южный Алтай имеет яркий альпинотипный облик с присущими последнему гребневидными водоразделами, глубокими, часто — сквозными долинами-трогами и крутыми, около 45˚, обвально-осыпными и лавинными склонами. Верховья речных долин венчаются хорошо развитыми ледниковыми цирками и карами.

### Климат и ледники
Географическое положение плоскогорья Укок почти в центре Евразии, на значительном удалении от океанов, большие абсолютные высоты и сложный характер рельефа определили большую континентальность климата территории. Однако горные поднятия находятся в основном под влиянием атлантических воздушных масс. Благодаря своему южному положению, плоскогорье характеризуется значительными величинами суммарной солнечной радиации, которые составляют 110—120 ккал/см²/год, что превышает эти значения в Барнауле. Для территории также отмечается большое количество часов солнечного сияния, особенно с апреля по сентябрь, когда оно приближается в сумме к 1450 часам.
Зимний режим циркуляции атмосферы устанавливается с ноября по март, хотя переход к зиме заметен уже в сентябре. Для зимних условий характерно развитие западного отрога Азиатского антициклона. В связи с этим в нижней тропосфере преобладают южные и юго-западные ветры, которые приносят незначительное количество осадков. В холодное время их выпадает 15-20 % от годовой суммы. С началом весны, в апреле, под влиянием учащения выноса воздушных масс с юга западный отрог Азиатского антициклона начинает разрушаться, однако существенного увеличения осадков в это время не происходит. Особенно неустойчивая погода характерна для мая — первой половины июня, когда происходит перелом в сторону летнего циркуляционного режима с присущей ему циклонической деятельностью. В целом весна сухая и холодная с быстрой сменой синоптических процессов и резкими изменениями погоды.
Лето на Укоке короткое и прохладное. Для него характерно отсутствие ясно выраженного периода с устойчивой температурой воздуха выше +10˚С. В это время года преобладает западный и юго-западный перенос воздушных масс, с которыми связан летний максимум осадков (до 50 % от их годовой величины), выпадающих как в виде дождя, так и снега. Летом на всей территории возможны заморозки из-за вторжения холодного воздуха с севера. Адвекция уже из Средней Азии, Китая и Монголии приводит к повышению температуры воздуха.
Осенью, как и весной, происходит увеличение интенсивности атмосферной циркуляции. Приходящие с запада циклоны приносят пасмурную погоду с дождями и усилением ветра. С середины октября часты снегопады. Усиленная циклоничность постепенно сменяется преобладанием антициклональной погоды.
На плоскогорье давно нет сетевых метеостанций. Единственная метеостанция плоскогорья — пункт Бертек — работала ранее в одноимённой котловине. По данным этой ГМС, Бертекская котловина по количеству атмосферных осадков подобна Чуйской, расположенной также в Юго-Восточном Алтае. Среднегодовое количество осадков колеблется в пределах 160—290 мм/год, причём их большая часть (до 80 %) выпадает на лето. Так, в июле выпадает от 21 до 70 мм, в августе — от 25 до 72 мм. С ноября по март во время действия антициклона общее количество осадков не превышает 10,5 — 29 мм. Но даже при таком очень незначительном их количестве большая часть территории переувлажнена из-за низких температур. Самые тёплые месяцы — июнь (5,8 — 8,6˚С), июль (7,8 — 10,7˚), август (6,4 — 8,8˚). Аридность и суровость климата в пределах котловины, как и всего плоскогорья, возрастает с запада на восток. Различия в количестве выпадающих осадков прослеживаются в днище котловины, в частности — по характеру растительного покрова. Наиболее увлажнёнными в целом оказываются западные и северо-западные склоны хребтов, что определяет особенности развития почвенно-растительного покрова и интенсивности всех экзогенных процессов, в том числе — солифлюкции, колебания мощности деятельного слоя, катастрофических склоновых гравитационных процессов (в том числе — лавинной деятельности на ледниках, оползней, обвалов, камнепадов и т. п.).
Аридность и суровость климата Бертекской впадины также нарастает с запада на восток. Возможно, это связано с определённой открытостью котловины на запад, в бассейн р. Бухтармы. Относительно большое количество атмосферных осадков получают преимущественно склоны западной экспозиции. В среднем, на высоте границы питания ледников массива Табын-Богдо-Ола, выпадает около 900 мм/год, хребет Южный Алтай получает гораздо больше — 1400 мм/год. Во время снегомерных съёмок западной части ледникового купола Табын-Богдо-Ола со стороны плоскогорья Укок в 1992 году В. П. Галахов и А. Г. Редькин измерили мощность снежного покрова в районе фирновой границы на абсолютной высоте около 3300 м — в 100 см, что в пересчёте на воду, при плотности снега в 0,45 г/см3, соответствует 450 мм. Принимая толщину наложенного льда в 10 см, снегонакопление В. П. Галахов и А. Г. Редькин оценивают здесь в 600—700 мм [Редькин, 1998]. Близкие цифры представлены в публикации Ю. К. Нарожного и др., которые установили, что среднее количество осадков на северном макросклоне Табын-Богдо-Ола можно оценить в 700—1000 мм, то есть гораздо выше, чем внизу, на уровне днища Бертекской впадины. Северный склон хребта Южный Алтай, верхняя часть долины р. Ак-Алаха, получает в полтора раза больше. Однако точных измерений хода основных гляциогидрометеорологических параметров здесь никогда не проводилось.
Обширное современное оледенение хребта Южный Алтай располагается в его наиболее приподнятой части, в истоках р. Ак-Алаха. Крупнейшими ледниками бассейна рр. Джасатера-Аргута являются ледники Укокский, Алахинский и Канасский. Площадь Алахинского ледника достигает 20 км² при длине около 5 км, Укокский ледник имеет длину 4,2 км при общей площади более 7 км². Ледник Канасский, как и предыдущие, является горно-долинным ледником и имеет при длине около 5 км общую площадь 7,1 км².
В самом начале XXI века на ледниках Южного Алтая продолжали работу барнаульские географы Н. Н. Михайлов и О. В. Останин. Они установили каменные туры у концов ледников, таким образом, закрепив последние.
Укокский ледник (№ 272 по Каталогу ледников СССР), в зоне питания которого располагается ледниковый «перевал Каладир-Даби», находится в самом западном цирке российской части хр. Южный Алтай, на границе с Казахстаном и Китаем. В 2000 году конец его языка находился на высоте 2650 м, тогда как в 1916 году он располагался на высоте 2500 м.
Этот ледник по-прежнему имеет достаточно широкое фирновое поле, которое переходит в узкий язык, окаймлённый моренами. Левая краевая морена состоит из тёмных глинистых слабометаморфизованных сланцев. Она имеет меньшую мощность, чем правая боковая морена, сложенная биотит-роговообманковыми светло-серыми, невыветрелыми валунами. Эта гранитная морена начинается от гранитного гребня — отрога главного хребта (максимальная высота гребня — 3213 м). Она возвышается над поверхностью ледника на 30 м. Под моренным материалом сохранился погребённый «мёртвый» лёд. При описании языка ледника М. В. Тронов особо подчёркивал крайнее утоньшение льда. Это наблюдали и указанные исследователи — в 2000 году язык ледника оканчивался тонким слоем льда (1-3 м). Язык залегает на мощной толще рыхлых пород. Этот факт подтверждает устойчивость тенденции к быстрому отступанию.
Современный конечно-моренный комплекс ледника Укок зафиксирован на абсолютной высоте 2500—2510 м и представляет собой мощную незадернованную систему моренных валов, образующих каменный глетчер, которые вообще характерны для концов долинных ледников всей территории Укока. Это — пояс субконцентрических осцилляционных валов, деятельный слой которых находится в сфере активных солифлюкционных процессов. Наиболее молодой осцилляционный вал находится в 250 м от языка ледника и имеет до 30 м в высоту. Подножье этого вала расположено на высоте 2590 м. На высоте 2560 м также выделяется ещё одна осцилляционная конечная морена. Морена имеется также на правом берегу р. Укок, а её левый фрагмент перекрыт каменным глетчером простого ледника, расположенного в каре на склоне восточной экспозиции.
Алахинский ледник (№ 270 по каталогу ледников), входящий в группу ледников верховьев Ак-Алахи, находится к востоку от ледника Укок и служит истоком р. Алаха. Это один из самых крупных ледников Русского Алтая: его площадь составляет около 18 км². Ледник был довольно подробно описан М. В. Троновым, Л. Н. Ивановским и В. С. Ревякиным по состоянию на 30-е — начало 60-х годов XX века. Однако с тех пор он довольно сильно изменился. Два потока Алахинского ледника теперь сливаются на высоте около 3000 м; ширина потока в этом месте составляет около 3,5 км, а затем резко сокращается до 1-1,5 км в узкой долине р. Алаха. Высота фирновой линии здесь — около 3000-3050 м.
Алахинский ледник относится к классу горно-долинных ледников. Длина наибольшего, западного, потока составляла в 2000 году около 5,8 км. Вся поверхность ледника чистая, лишена абляционной морены. Отчётливо дешифрируется срединная морена.
В 2000 году язык Алахинского ледника был расположен на абсолютной высоте 2590 м. При посещении ледника М. В. Троновым в 1914 году язык располагался на высоте 2400 м. По данным Н. Н. Михайлова и О. В. Останина, со времени первых измерений и до 1916 года площадь ледника уменьшилась на 0,3 км², с 1916 по 1950 гг. — на 1,72 км². Позднее скорость убывания массы замедлилась, но с начала 1990-х годов вновь увеличилась. За 1984—1994 гг. скорость сокращения ледника составляла 13,5 м/год, за 1994—1998 гг. — 13,75 м/год и за 1998—2000 гг. — 20 м/год. За последние 15 лет ледник потерял более 1 км² площади своего языка (ниже снеговой линии).
Ледник Канас (№ 268 по каталогу ледников, 1977), или, как его часто называют, Русский Канас, даёт начало одноимённой реке, правому истоку р. Ак-Алахи. На топокартах, как отмечают Н. Н. Михайлов и О. В. Останин, этот исток часто ошибочно называют Ак-Алахой. Длина ледника составляет около 6 км (от задней стенки кара), площадь — около 7 км², его максимальная ширина в фирновой зоне составляет 1,5 км, а ледникового языка — 1,1 км. Фирновая линия находилась в 2000 году на высоте 2850 м, а через год поднялась ещё на 50 м, фирновая же зона сместилась в область каров верховьев ледников. Язык ледника располагался в 2000 году на высотах 2465—2470 м. В 1905 году конец ледника располагался, по данным В. В. Сапожникова и М. В. Тронова, на высоте 2356 м.
В отличие от исследованных ледников западной части хребта Южный Алтай, ледник Канас не имеет мощной современной конечной морены. Морена, фиксирующая максимальное продвижение ледника в период последней стадиальной подвижки, представлена валом высотой 2-3 м и состоит из валунов гранитоидного состава с присутствием серых глинистых сланцев. Кроме этого моренного вала выделяются ещё четыре, причём наиболее молодой из них активно формируется у края современного языка и сейчас.
В 1998 году язык Канасского ледника имел большую крутизну (45-50˚). В нём существовало два больших грота, из которых вырывались мощные потоки воды, дававшие начало р. Канас. Через два года, несмотря на сокращение ледника, эти гроты ещё существовали, но уже в 2001 году они исчезли, а потоки воды выходили широкой струёй непосредственно из-под края ледника, который продолжал оставаться очень крутым.
Общее сокращение ледника за эти годы составило около 12 м/год.
К юго-востоку от ледника Русский Канас, за перевалом Канас (2650 м), располагается небольшой простой горный ледник Китайский Канас, который был открыт и описан В. В. Сапожниковым в 1905 г. С тех пор конец ледника сократился на 1500 м, небольшой правый приток постепенно трансформируется в каровый ледник.

### Реки и озёра
Реки плоскогорья Укок относятся в основном к водотокам с летним половодьем. Практически все они в верховьях принадлежат нивально-гляциальной и перигляциальной зонам и имеют преимущественно ледниковое и снеговое питание, а также питание от таяния погребённых льдов. Все они расположены (кроме нижних частей долин) на абсолютных высотах 2300—2500 м и выше. Максимальное количество талых вод, в сравнении с другими водотоками, получает р. Аргут, к бассейну которого относится большинство рек плоскогорья. Самой крупной водной артерией здесь является р. Ак-Алаха, которая вместе со своими крупнейшими притоками рр. Калгуты и Ак-Кол дренирует весь бассейн Бертекской впадины. Левые истоки Ак-Алахи начинаются от больших ледников хребта Южный Алтай — это рр. Укок, Алаха, Канас и Бетсу-Канас. Истоки правого крупного притока Ак-Алахи р. Калгуты находятся на северном склоне массива Таван-Богдо-Ула и на западной оконечности хр. Сайлюгем. Они протекают, как правило, по хорошо оформленным троговым долинам с плоскими водоразделами, симметричными склонами и широкими, обычно заболоченными, днищами, по которым меандрируют слабо разработанные русла.
Ниже Ак-Кола р. Ак-Алаха вступает в узкое глубокое (более 300 м) ущелье, которое изометрично расширяется в устьях притоков Ак-Алахи рр. Кара-Алаха, Кальджин, Кара-Булак и т. д. Эпигенетический участок долины р. Ак-Алахи расположен непосредственно перед выходом реки в долины р. Джасатер. Такие ущелья в приустьевых частях долин характерны для всех крупных левых притоков р. Джасатер. Например, при выходе в Самахинскую межгорную впадину р. Коксу-Аргутской, водоток прорезал новую узкую долину, прижавшись к левому коренному склону. Старая разработанная доледниковая долина р. Коксу оказалась блокированной системой ледниковых и водно-ледниковых образований.
Все водотоки плоскогорья Укок относятся к горному и среднегорному типу рек. Их максимальные расходы имеют, как правило, снеговое, ледниковое и смешанное происхождение. Определяющими же факторами при формировании максимальных расходов на реках плоскогорья являются величина снегозапасов к началу периода абляции и приход тепла, причём солнечная радиация является решающим фактором таяния льда и снега. Минимальные расходы на всех реках Укока наблюдаются зимой. Большинство же малых рек зимой промерзают полностью.
Днище и плоские местные водоразделы плоскогорья Укок усеяны множеством озёр различного размера. Всего здесь насчитывается до 800 озёр, в основном термокарстовые и морено-подпрудные. И те, и другие располагаются, в основном, на днищах впадин, в заболоченных поймах рек и среди холмисто-западинного моренного рельефа. Самыми крупными озёрами плоскогорья являются озёра Красное в истоках р. Жумалы, Кальджин-Коль-Бас, Укок, Гусиное, Музды-Булак, Белое, Кара-Коль-Нур и др., располагающиеся в западной части плоскогорья на выровненных площадках днища Бертекской впадины.
Термокарстовые озёра осложняют поверхности выположенных пойм, аккумулятивных речных долин и высокогорных котловин Южного и Юго-Восточного Алтая. Их глубина может достигать 5-7 м. Хотя их количество очень велико, суммарная площадь незначительна. У термокарстовых озёр, расположенных в пределах озёрно-ледниковых комплексов различного возраста в высотных интервалах 2000—2400 м, в настоящее время отмечается падение уровней на 1,5—2 м, что, возможно, связано с активизацией таяния погребённых льдов и деградацией «вечной» мерзлоты. Это понижает кровлю многолетнемёрзлых пород, которые служат местным водоупором. Самые же глубокие из озёр — каровые. Их глубина часто превышает 30 м.

## Многолетняя («вечная») мерзлота
Неглубокое залегание верхней границы многолетней мерзлоты на обширных тундровых, остепненных и опустыненных пространствах Южного и Юго-Восточного Алтая обусловливает слабую фильтрацию атмосферных осадков и, вследствие этого, — сильное заболачивание. Это определяет также и развитие наледных явлений. Погребённые льды нередко обнажаются летом у обрывов небольших рек и термокарстовых озёр. Можно видеть, что часть этих ледяных массивов имеет форму гидролакколитов.
Гидрологическая роль наледей заключается, главным образом, в перераспределении ими поверхностного стока с осени на весну и лето, а в ряде случаев — на июль-начало августа. Так, летом 1994 г. географы Алтайского университета наблюдали наледь в долине р. Калгуты. По наблюдениям А. Н. Рудого из Томского университета, в Калгутинской депрессии, в пойме р. Аргамджи, в августе 1978 г. перелетовывала наледь мощностью более полутора метров и площадью около 10 км². В Юго-Восточном Алтае наледи часто «насажены» на новейшие разломы, через которые может происходить разгрузка подземных вод. Именно так, вероятно, формируются и наледи западной части котловин плоскогорья Укок.
Наледи имеют и важное рельфообразующее значение. В частности, сезонное наледеобразование усиливает интенсивность морозного выветривания и работы текучих вод. В период абляции талые наледные воды усиливают удаление продуктов выветривания. Такую работу, в частности, выполняют сезонные наледи хр. Укок и приподошвенных частей склонов Бертекской котловины. Кроме этого, за счет наледей происходит относительное переувлажнение ниже расположенных и прилегающих к наледям участков, на которых в результате создаются условия для развития более влаголюбивой растительности. В этих условия могут формироваться небольшие по площади альпийские луга. На выровненных заболоченных пойменных пространствах долин рр. Калгуты и Ак-Алаха широко развиты криогенные процессы: термокарст и бугры пучения.

## Современнаясейсмическая активность
Она на Алтае очень велика. В пределах Алтае-Саянской горной области, начиная с 1963 г. (то есть с началом мониторинга землетрясений региона) надёжно регистрируются все землетрясения энергетических классов К τ 10 (магнитуда τ 3.5) Точность определения местонахождений очагов землетрясений достаточно высока: ± 15 км. За период с 1963 по 1991 годы на территории Алтая и Саян было зарегистрировано 1485 землетрясений с магнитудой более 3,5. В сентябре-октябре 2003 года произошло сильнейшее Чуйское землетрясение.

## Современныеэкзогенные процессы
Физико-геологические, гидроклиматические и гляциологические условия всей территории плоскогорья достаточно сложны. Район плоскогорья Укок суров и имеет в наличии практически весь известный набор катастрофических и опасных природных процессов, присущих внутриконтинентальному высокогорью. Это, прежде всего, «лавинная» солифлюкция, оползни и обвалы, лавины ледниковых участков, «лавинный» термокарст, высокая сейсмичность.

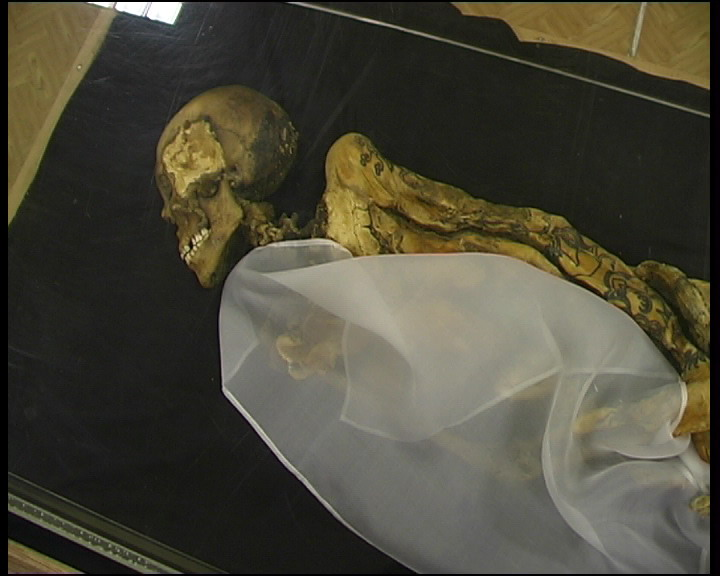
Фотография мумии принцессы Укока

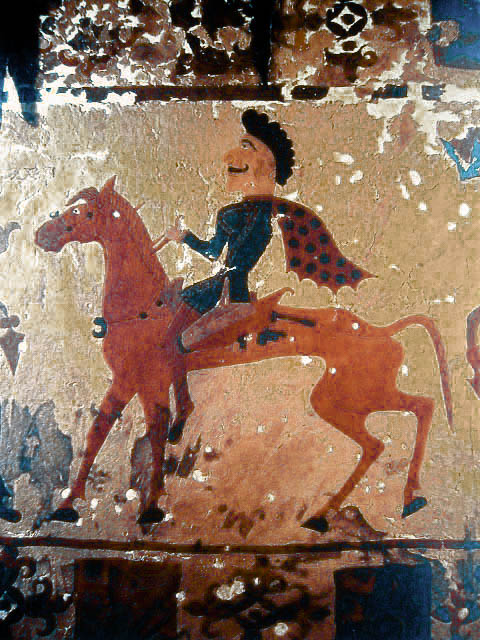
Скифский всадник из Пазырыка, 300 до н. э.

## Значение плоскогорья для алтайского народа и археологические находки
Горный узел Табын-Богдо-Ола является священным для монгольских и китайских
буддистов. Как сакральное место плоскогорье Укок фигурирует и у алтайцев, придерживающихся других религиозных взглядов, в том числе языческих. В 1990 году в могильнике Ак-Алаха I экспедицией под руководством Натальи Полосьмак было обнаружено захоронение девушки, которая, как выяснилось позже, умерла от рака молочной железы в возрасте 25-27 лет.
Впервые о сакральности плоскогорья представителями алтайской интеллигенции было заявлено после того, как в 1993 году группа новосибирских археологов под руководством Н. В. Полосьмак обнаружила в кургане Ак-Алаха III в долине реки Ак-Алаха хорошо сохранившуюся в ледовой линзе мумию молодой женщины. Ныне эта мумия известна как «принцесса Укока» или «Алтайская принцесса», хотя в действительности женщина происходила из средних слоев пазырыкского общества. До 2012 года мумия находилась в музее Института археологии и этнографии СО РАН в Новосибирске. В 2012 году принцесса была доставлена в Национальный музей республики Алтай. В 1995 году в ходе раскопок академик В. И. Молодин обнаружил также мумию мужчины. Всего же на плоскогорье Укок расположено свыше 150 археологических памятников — курганных захоронений различных хронологических периодов.
Как заявлял в одном из интервью местной прессе В. Молодин, мумии принадлежат представителям скифских племён, проживавших на Алтае в так называемый пазырыкский период (V—II века до нашей эры). При исследовании ДНК мумий учёные пришли к выводу, что наиболее «близкими родственниками» людей, проживавших на плоскогорье Укок в тот период, сейчас являются селькупы. Также обнаружена генетическая близость к казахам и уйгурам.
Однако представители алтайской интеллигенции выражают категорическое несогласие с выводами междисциплинарных исследований мумий. Так, председатель общества «Эне Тил» Владимир Кыдыев неоднократно заявлял, что алтайцы — прямые потомки населявших плоскогорье Укок в древности племён. В. Кыдыев считает, что заявления В. Молодина о том, что ближайшими генетическими родственниками «принцессы Укока» являются селькупы, оскорбительны для алтайского народа.
После обнаружения на плоскогорье мумий алтайская общественность под предлогом прекращения «варварства со стороны археологов», «осквернения национальных святынь» потребовала от алтайского парламента — Госсобрания — наложить мораторий на осуществления на плоскогорье археологических раскопок. Госсобрание поддержало это требование и наложило соответствующий 10-летний мораторий. Его действие закончилось в 2006 году. Авторы обращения утверждали, что плоскогорье всегда было для алтайцев священным местом и что алтайцы якобы знали о месторасположении кургана «принцессы», которую во все века чтили как принцессу Кадын. В связи с этим сразу после раскопок они стали требовать возвращения мумии в Республику Алтай, а некоторые даже настаивали на перезахоронении мумии.
Учёные настаивают на продолжении раскопок на плоскогорье Укок, поскольку археологическим памятникам угрожает опасность, связанная с таянием подпочвенного льда, консервировавшего памятники, что, в свою очередь, связывается с глобальным потеплением.

## Всемирное наследие
С начала 1990-х годов усилиями российских учёных и алтайской общественности, в первую очередь докторов философских наук, профессоров М. Ю. Шишина и А. И. Иванова и доктора географических наук, профессора В. В. Рудского и др., начались работы по обоснованию включения ряда территорий Алтая в почётный список Всемирного наследия ЮНЕСКО В 1998 году проект «Золотые горы Алтая» получил поддержку ЮНЕСКО. Бо́льшая часть территории плоскогорья Укок также вошла в список этой международной программы.
Согласно своему новому статусу, территория плоскогорья Укок должна пользоваться особым вниманием учёных, общественности и правительств, на ней должна быть исключена промышленная и хозяйственная деятельность.
В августе 1994 года южная часть плоскогорья Укок общей площадью 2542 км² была объявлена Зоной Покоя (Природным Резерватом) «Укок». 23 мая 2005 года охраняемая территория была воссоздана в форме природного парка.
В пределах территории парка полностью расположена Бертекская котловина.
В Положении о природном парке «Укок» выделены три функциональных зоны:
- зона заповедного режима площадью 26800 га, в пределах которой запрещено любое хозяйственное и рекреационное использование территории.
- зона с ограниченным режимом пользования площадью 39200 га, обеспечивающая условия сохранения природных комплексов, объектов и памятников историко-культурного наследия, в пределах которой допускается строго регулируемое посещение и ограниченное ведение хозяйствования.
- рекреационная зона площадью 186904 га, в пределах которой допускается ведение регулируемой парком экскурсионной, туристской и хозяйственной деятельности[15].

## Проект газопровода «Алтай»
В последнее время плоскогорье привлекло внимание общественности в связи с появлением проекта создания экспортного газопровода «Алтай» из Западной Сибири в Китай, который предполагается протянуть именно через этот регион.

## Эксплуатируемые полезные ископаемые
Калгутинское месторождение вольфрама. Открыто В. А. Жмуркиным в 1937 году, однако в связи с труднодоступностью (месторождение располагается на абсолютных высотах около 3000 м) почти не разрабатывалось. Лишь во время Великой Отечественной войны заключённые ГУЛАГа проложили к месторождению автомобильную трассу через плоские водоразделы рек Тархаты, Джумалы и Джазатора. Заключённые работали в это время на эксплуатации особенно богатых вольфрамом участков. Как сообщают Б. Н. Лузгин и В. И. Говердовский, месторождение приурочено к гранитному массиву, прорывающему вулканогенные породы среднего девона, состоящие преимущественно из кварцевых порфиров. Калгутинские граниты представляют собой многофазовую интрузию. Первоначально были образованы порфировидные биотитовые граниты, которые слагают большую часть массива. Мусковит-биотитовые и мусковитовые лейкократовые граниты более поздних фаз интрузии залегают по направлению удлинённой широтной оси массива. Важной структурной особенностью месторождений является его насыщенность дайками редкометалльных гранит-порфиров (эльванов) и так называемыми онгонитами — наиболее обогащёнными ультраредкометалльными породами. Все эти образования группируются в широкий ореол северо-восточного простирания.
Рудные участки в Калгутинском вольфрамоносном поле локализуются не только в гранитах, к которым приурочена серия кварцевых жил как собственно Калгутинского месторождения, так и наиболее внутреннего по отношению к нему Жумалинского рудопроявления, — они концентрируются также и в вулканических породах экзоконтактовой зоны, где выявлены наиболее низкотемпературные рудные жилы, включающие барит и флюорит. Крутопадающие вольфрамит-кварцевые жилы Калгутинского месторождения размещаются в зоне полосой в 0,5–2 км, в которой широко развиты дайки. Установленная длина жил варьирует от нескольких метров до 330 м с преобладающей мощностью до 1 м. В одной из жил (жила № 87) сосредоточено до 49 % всех разведанных запасов Калгутинского месторождения вольфрама.
Калгутинское вольфрамит-кварцево-гидротермальное месторождение может быть отнесено к историческим и геологическим памятникам Алтая. Сам же рудник является и важнейшим историческим памятником. А. Н. Рудой и М. Р. Кирьянова пишут про брошенные горные выработки военных лет в Жумалинских штольнях. Без крепей, обваливающиеся прямо на глазах, эти залитые натёками льда штольни являются безмолвными памятниками сталинской эпохи пренебрежения к человеческим жизням.
Основная штольня представляет серию горизонтальных выработок, находящихся на различной глубине и соединённых вертикальными рассечками. С одной из штолен 3-километровой длины восстающая выводит на дневную поверхность уже за перевалом Жумалы-Калгуты. Восстающая снабжена 15 лестницами общей высотой 57 м. Это, в частности, делает возможным достижение Калгутинской впадины не через перевал Тёплый Ключ (где даже в сухую погоду поверхность труднопроходима для автомашин-вездеходов), а «сквозь гору», через Жумалинскую штольню.

## Транспорт

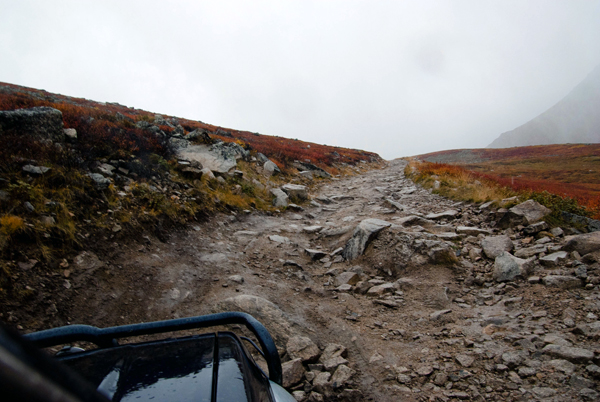
Дорога через горный перевал Тёплый Ключ, август 2012

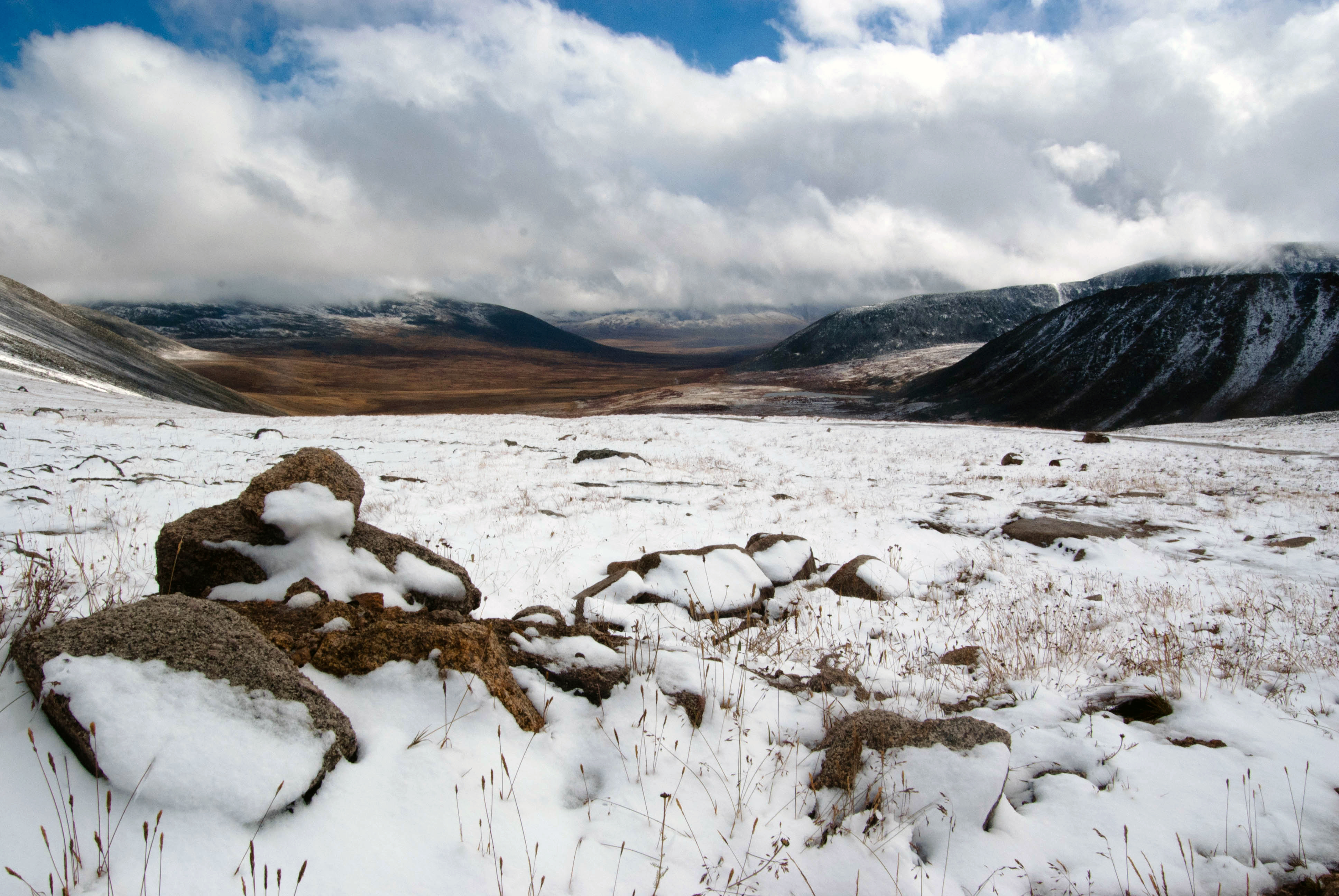
Снегопад на перевале Тёплый Ключ, август 2012

С внешним миром Укок связывают грунтовые труднопроходимые дороги через перевалы Укок (граница России и Казахстана), Улан-Даба (граница России и Монголии) и перевалы Тёплый Ключ (абсолютная высота 2907 м) и Калгутинский. До этих перевалов непосредственно в долину реки Калгуты можно доехать из села Кош-Агач, который легко достигается по Чуйскому тракту. Далее на юг этот путь, особенно в последней его части, для обычного автотранспорта непроходим и возможен только на автомобилях повышенной проходимости, например, ГАЗ-66, «Урал», ЗИЛ-131, КАМАЗ-4310 и т. п., а также на тракторах. Однако и эти сильные автомобили в долине р. Калгуты могут очень прилично утонуть в болоте, особенно вечерами, после солнечного дня, когда подтает мерзлота. Большую же часть года перевалы закрыты снегом и лавиноопасны. В короткий же летний период все склоны подвержены солифлюкции, часто — «лавинной». Нередки камнепады.
Единственный населённый пункт на крайнем северо-западном краю плоскогорья Укок — село Беляши (Джазатор) Кош-Агачского района. Он расположен в горной лиственнично-кедровой тайге на берегу одноимённой реки. Зимние стоянки, находящиеся на севере плоскогорье, используются жителями Джазатора в качестве зимних пастбищ для скота.
Помимо чабанов из Джазатора постоянными жителями плоскогорья можно назвать пограничников. Учитывая, что здесь проходят границы трёх государств, на плоскогорье функционируют две заставы — «Аргамджинская» и «Челябинская казачья» (бывшая Бертекская). Последняя расположена в месте слияния реки Кара-Булак и Ак-Алаха, то есть как раз почти в том месте, где находилась первая русская погранзастава перед границей с Китаем. Она контролирует пограничную с Китаем территорию в районе перевалов Канас и Бетсу-Канас и с Казахстаном в районе перевала Укок.